# Criteriul Conway

Dală octogonală care satisface criteriul Conway. Porțiunile AB și ED sunt cu roșu, iar restul porțiunilor sunt cu alte culori și au simetrie față de centru (față de punctele lor centrale).

Pavare cu dala de mai sus

În teoria matematică a pavărilor criteriul Conway, numit după matematicianul englez John Horton Conway, este o regulă a cărei satisfacere este suficientă⁠(d) ca o dală să poată pava planul. Acesta constă din următoarele cerințe: dala trebuie să fie topologic un disc închis cu șase puncte consecutive A, B, C, D, E și F pe frontieră astfel încât:
- partea frontierei de la A la B este congruentă cu partea frontierei de la E la D printr-o translație T unde T(A) = E și T( B) = D.
- fiecare dintre părțile de frontieră BC, CD, EF și FA are simetrie față de centru — adică fiecare este congruentă cu sine însăși atunci când este rotită cu 180° în jurul punctului său de mijloc.
- unele dintre cele șase puncte pot coincide, dar cel puțin trei dintre ele trebuie să fie distincte.

Orice dală care satisface criteriul Conway admite o pavare periodică a planului — și face acest lucru folosind doar rotații de 180°. Criteriul Conway este o condiție suficientă pentru a demonstra că o dală poate pava planul, dar nu una necesară. Există dale care nu satisfac criteriul și totuși pavează planul.
Orice dală Conway este pliabilă fie într-un bisfenoid, fie într-un diedru dreptunghiular, și invers, orice rețea a unui bisfenoid sau diedru dreptunghic este o dală Conway.

## Istoric
Criteriul Conway se aplică oricărei forme care este un disc închis. Dacă frontiera unei astfel de forme satisface criteriul, atunci ea va pava planul. Deși graficianul M. C. Escher nu a publicat niciodată criteriul, l-a descoperit la mijlocul anilor 1920. Una dintre cele mai vechi pavări ale sale, ulterior numerotată de el cu „1”, ilustrează înțelegerea sa asupra condițiilor din criteriu. Șase dintre cele mai vechi pavări ale sale satisfac toate criteriul. În 1963, matematicianul german Heinrich Heesch a descris cele cinci tipuri de dale care îndeplinesc criteriul. El a descris fiecare tip printr-o notație care identifică laturile unei dale succesiv în jurul frontierei: CCC, CCCC, TCTC, TCTCC, TCCTCC, unde C înseamnă o latură cu simetrie față de centru, iar T înseamnă o latură translată.
Conway s-a inspirat probabil din rubrica lui Martin Gardner din iulie 1975 din Scientific American care discuta ce poligoane convexe pot pava planul. În august 1975 Gardner a dezvăluit că Conway și-a descoperit criteriul în timp ce încerca să găsească o modalitate eficientă de a determina care dintre cele 108 heptominouri pot pava planul.

## Exemple

Exemplu de pavare bazată pe o dală hexagonală de tip 1

În forma sa cea mai simplă, criteriul afirmă pur și simplu că orice hexagon cu o pereche de laturi opuse care sunt paralele și congruente va pava planul. În articolul lui Gardner acesta se numește hexagon de tip 1. Acest lucru este valabil și pentru paralelograme. Dar translațiile care corespund laturilor opuse ale acestor dale sunt realizate prin două rotații de 180° — față de punctul de mijloc al două laturi adiacente în cazul unui paralelogon hexagonal și față de punctul de mijloc al unei laturi și un vârf în cazul unui paralelogram. Atunci când o dală care îndeplinește criteriul Conway este rotită cu 180° în jurul punctului de mijloc al unei laturi cu simetrie față de centru se creează fie un paralelogram generalizat, fie un paralelogon hexagonal generalizat (acestea au laturi opuse congruente și paralele), astfel încât dalele dublate pot pava planul cu copii translate.

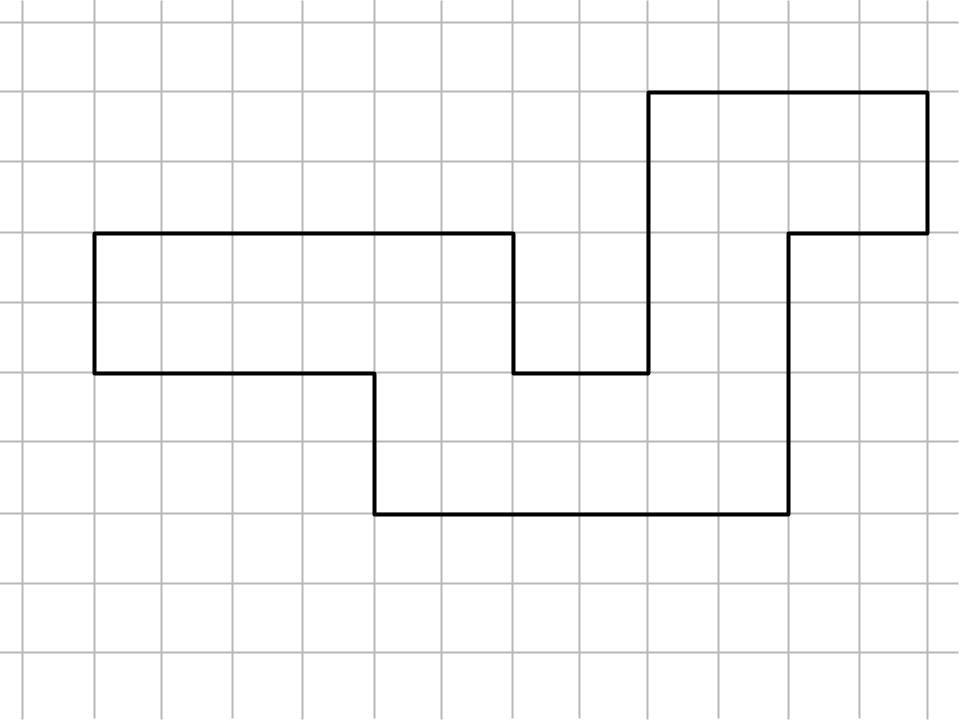
Un nonomino care nu satisface criteriul Conway, dar poate pava planul

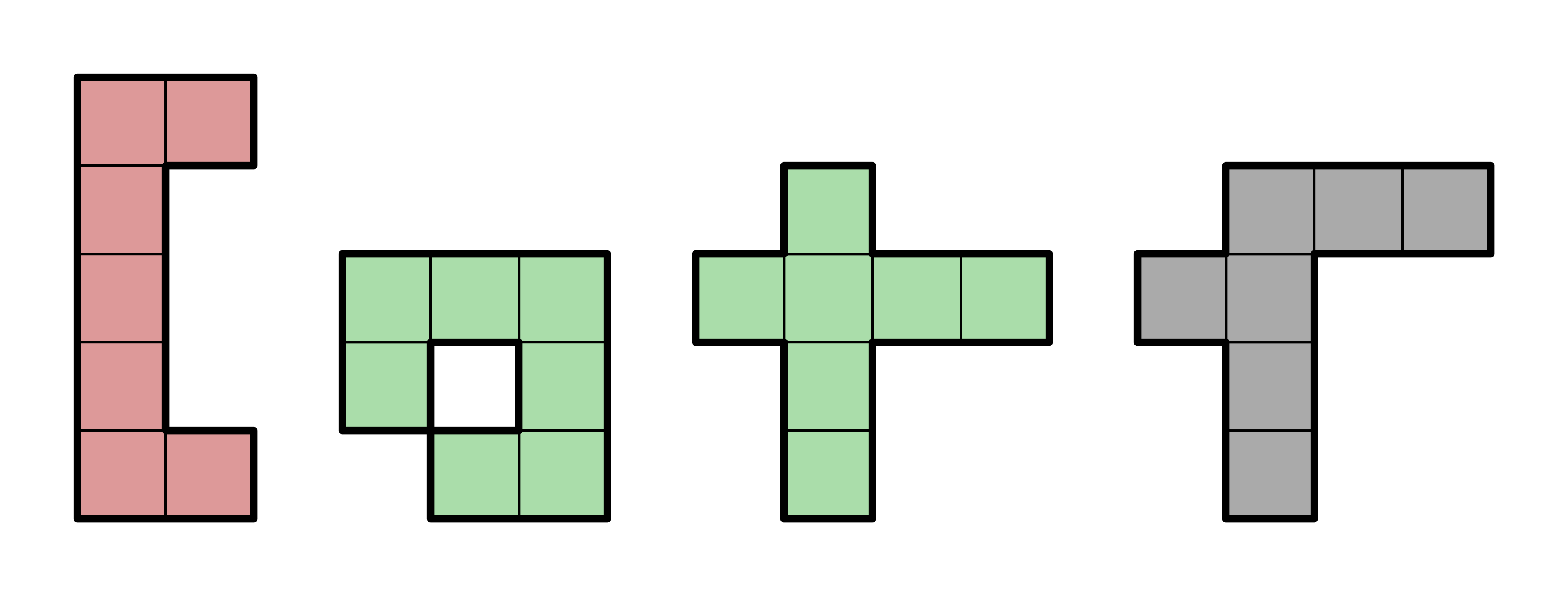
Cei patru heptominouri care nu pot pava planul, inclusiv heptominoul cu o gaură

Criteriul Conway este surprinzător de puternic, mai ales atunci când este aplicat la poliforme. Cu excepția a patru heptominouri, toate poliominourile până la ordinul 7 fie satisfac criteriul Conway, fie două copii pot forma o combinație care satisface criteriul.